# آنا هيلد
آنا هيلد (بالإنجليزية: Anna Held)‏ هي مغنية وممثلة بولندية (وحملت سابقاً جنسية الإمبراطورية الروسية)، ولدت في 19 مارس 1872 بوارسو في بولندا، وتوفيت في 12 أغسطس 1918 بنيويورك في الولايات المتحدة.

## وصلات خارجية
- آنا هيلد على موقع IMDb (الإنجليزية)
- آنا هيلد على موقع الموسوعة البريطانية (الإنجليزية)
- آنا هيلد على موقع أول موفي (الإنجليزية)
- آنا هيلد على موقع قاعدة بيانات برودواي على الإنترنت (الإنجليزية)
- آنا هيلد على موقع قاعدة بيانات الأفلام السويدية (السويدية)
- آنا هيلد على موقع ديسكوغز (الإنجليزية)
- آنا هيلد على موقع قاعدة بيانات الفيلم (الإنجليزية)